# Salvatore Riina
Salvatore „Toto“ Riina (16. listopadu 1930 Corleone, Sicílie, Itálie – 17. listopadu 2017, Parma, Emilia-Romagna, tamtéž) byl šéfem sicilské mafie. V poslední třetině 20. století byl čelným představitelem zdejšího mafiánského klanu, zvaného corleonesi. Kromě přezdívky „Toto“, domácké podoby křestního jména Salvatore, býval kvůli své malé postavě nazýván také sicilským výrazem „U curtu“ (Krátký), nebo pojmenováním „La belva“ (Zvíře, Bestie) z důvodu jeho mimořádné krutosti.

## Začátky
Salvatore Riina se narodil 16. listopadu 1930 v chudé rodině v sicilském městečku Corleone v provincii Palermo. V roce 1943 zahynuli jeho otec a bratr, když se pokoušeli rozebrat nevybuchlou americkou bombu, aby mohli následně zpeněžit získaný kov a trhavinu.

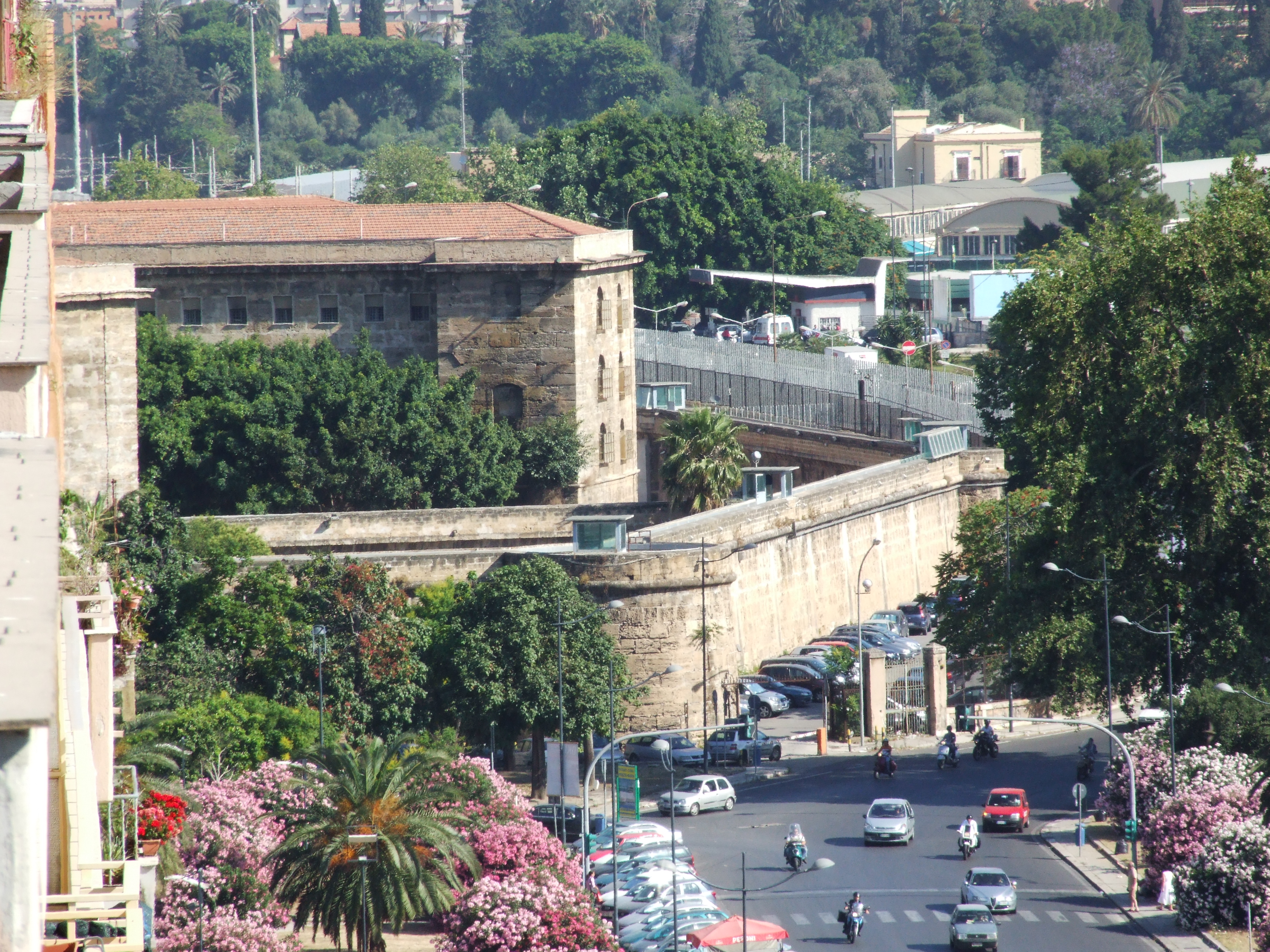
Věznice Ucciardone v Palermu

Jako nejstarší z dětí se tak stal Salvatore Riina, který explozi přežil nezraněn, ve věku 13 let hlavou rodiny. V 18 letech byl uveden svým strýcem Giacomo Riinou do místní mafie, do corleonské „rodiny“, zvané corleonesi. V jejím čele tehdy stál hlavní lékař corleonské nemocnice Michele Navarra.

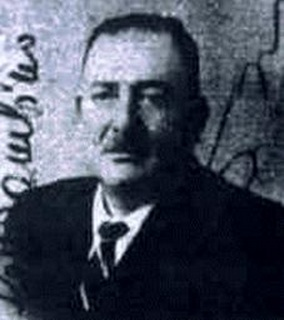
Mafiánský boss Michele Navarra

V necelých 19 letech se Salvatore Riina dopustil své první vraždy – v hádce zabil jiného mladíka. Vzápětí byl odsouzen k 12 letům vězení. V palermské věznici Ucciardone však strávil jen 6 let, propuštěn byl již v roce 1956. Po propuštění se Riina spolu se svým bývalým spoluvězněm Bernardem Provenzanem připojil k místní skupině mafie, kterou vedl Luciano Leggio. V letech 1956–1958 se Navarra opakovaně pokusil Leggia zlikvidovat, to se mu ale nepodařilo. V srpnu 1958 na kraji města Corleone Riina, Leggio a Provenzano zastřelili Navarru. Luciano Leggio se stal hlavou corleonské „rodiny“ a začal upevňovat svou moc. V následujících letech spolu s Riinou a Provenzanem zabili na pět desítek Navarrových přívrženců.
Pro uvedené vraždy byl v roce 1960 na Leggia a další členy jeho „rodiny“ vydán zatykač, avšak Salvatore Riina a Luciano Leggio byli zatčeni až v roce 1969. Následně, v důsledku zastrašování soudců a porotců, nad nimi soud v Bari vynesl osvobozující rozsudek. Netrvalo dlouho a Riina byl opět obžalován z vraždy. Začal se skrývat a v různých úkrytech žil tajně na Sicílii následujících 23 let.

## Na vrcholu
Od roku 1970 rozpoutal Riina válku proti konkurenčním klanům. Zároveň organizoval četné vraždy veřejných činitelů, politiků, soudců, novinářů a příslušníků policie (karabiniérů). Jelikož Riina spolu s Provenzanem vše řídili anonymně z úkrytů a na místech vražd je nikdo neviděl, zpravidla byli z těchto činů obviněni jiní. Od počátku 70. let se mafie na Sicílii začala zabývat velice výnosným obchodem s heroinem. Od roku 1974, kdy byl Luciano Leggio odsouzen do vězení, převzal Riina jeho místo v čele corleonské mafiánské „rodiny“.
Jedním z čelných bojovníků proti terorismu v 70. letech byl generál Carlo Alberto dalla Chiesa. Krátce poté, co byl generál dalla Chiesa jmenován 1. května 1982 prefektem Palerma s úkolem zastavit násilnosti během tzv. Druhé mafiánské války, na něj Salvatore Riina zorganizoval atentát. Pro objasnění pozadí Riinových aktivit bylo mimo jiné důležité také zatčení mafiánského vraha Tommasa Buscetty, který byl v roce 1983 zatčen v Brazílii a vydán do Itálie. Buscetta se rozhodl svědčit proti mafii poté, co mu Riina nechal zabít dva syny a neúspěšně se pokusil zabít jeho samého.

## Zatčení a uvěznění
Salvatore Riina až do počátku 90. let 20. století pokračoval v zastrašování a vraždění jak členů konkurenčních klanů, tak i představitelů veřejného života. Vrcholem bylo zavraždění dvou vyšetřujících soudců, kteří se zaměřili na boj s mafií. Dne 23. května 1992 byl na cestě poblíž Palerma zabit výbuchem soudce Giovanni Falcone a o dva měsíce později byl zavražděn soudce Paolo Borsellino. Tyto činy vyvolaly bouřlivý ohlas v italské i světové veřejnosti a přiměly místní úřady k rázným krokům. Dne 15. ledna 1993 byl v Palermu konečně zatčen Salvatore Riina na základě tipu jeho bývalého řidiče, Balduccia Di Maggia, který byl policejním informátorem. Po zatčení Riiny převzal vedení jeho mafiánského klanu Bernardo Provenzano.

V říjnu roku 1993 byl Salvatore Riina odsouzen na doživotí za vraždu Vincenza a Pietra Pucciových a více než sta dalších obětí. Při dalším soudním přelíčení v roce 1998 Byla Riinovi prokázána vražda politika Salvo Limy. Za tento čin byl odsouzen k druhému doživotnímu trestu odnětí svobody. Po odsouzení byl Riinovi zabaven majetek ve výši 125 miliónů dolarů, což byla zřejmě jen menší část skutečného majetku jeho rodiny.V roce 2004 Riina ve vězení přežil dva infarkty. Poté byl přemístěn do věznice Opera v provincii Milano. V dubnu roku 2006 byl Salvatore Riina odsouzen pro únos a vraždu investigativního novináře Mauro de Maura, k níž došlo v září roku 1970. Později se znovu zabýval touto kauzou soud v Palermu, který svým verdiktem z 10. června 2011 zprostil Salvatore Riinu viny pro nedostatek důkazů.

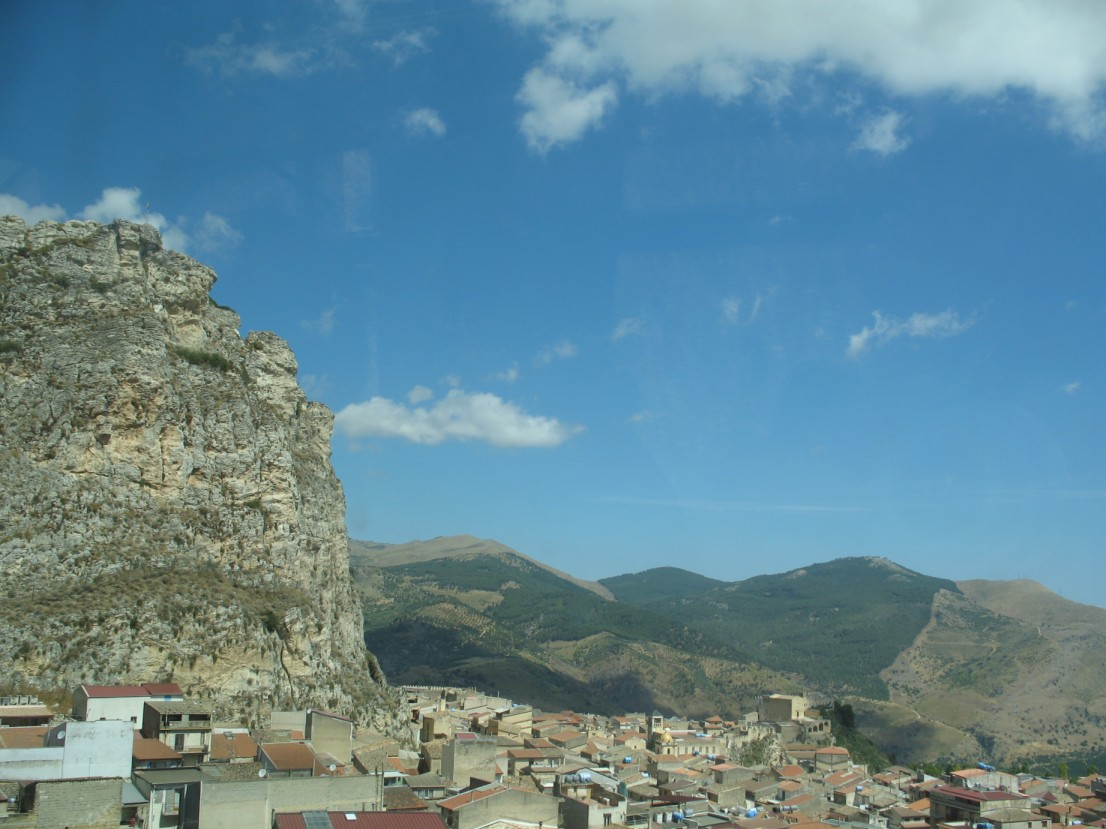
Krajina v provincii Palermo u městečka Marineo na cestě do Corleone

Různá soudní jednání v souvislosti s činy Salvatore Riiny poté pokračovala. Od roku 2013 se palermský soud zabýval kauzou teroristických útoků, k nimž došlo v Miláně a v Římě v roce 1993. Dne 28. října 2014 se konalo v prezidentském paláci Qirinale v Římě výjezdní zasedání tohoto soudu, během něhož vyšetřující soudce di Matteo provedl výslech italského prezidenta Giorgia Napolitana. Napolitano vypovídal o jednáních mezi představiteli italského státu a zástupci mafie na počátku 90. let 20. století. Zmíněna byla i role mafiánského bosse Salvatore Riiny. 
I další italské soudy se zabývaly kauzami, souvisejícími s činností Salvatore Riiny. Rozsudkem ze dne 14. dubna 2015 florentský soud pro nedostatek důkazů zprostil Riinu obvinění z podílu na teroristickém útoku na rychlík Neapol – Milano z 23. prosince 1984, při němž bylo zabito 16 osob.

## Úmrtí
Salvatore Riina zemřel po pěti dnech v kómatu ve vězeňské nemocnici v Parmě dne 17. listopadu 2017 časně ráno ve 3 hodiny a 37 minut ve věku právě dožitých 87 let. Smrtelnou diagnózou byla rakovina. Byla zaznamenána poslední slova, která pronesl, než upadl do kómatu: „Bisognerebbe ammazzarli tutti. C'è la dittatura assoluta di questa magistratura“ („Měli byste je všechny zabít. Tady je naprostá diktatura soudnictví“).